# Tritocosmia rubea
Tritocosmia rubea är en skalbaggsart som beskrevs av Francis Polkinghorne Pascoe 1859. Tritocosmia rubea ingår i släktet Tritocosmia och familjen långhorningar. Inga underarter finns listade i Catalogue of Life.